# Acton Grange
Acton Grange var en civil parish från 1866 till 1936 då den blev en del av Walton, i grevskapet Cheshire, i England. Civil parish var belägen 3 km från Warrington och hade 112 invånare år 1931.